# PLAYLIST (よんふんのアルバム)
『PLAYLIST』（プレイリスト）は、ORβITのメンバーであるチョン・ヨンフンがソロ名義「よんふん」としてリリースした1stカバーミニ・アルバムである。2022年6月1日にPresent Labelから発売された。

## 概要
ORβITのメンバーとして活動するチョン・ヨンフンが、自身のプレイリストの中から日本のアーティストによる楽曲を選曲しカバーした上で収録したミニ・アルバムである。「よんふん」名義としては、2022年3月14日にデジタルシングルとしてリリースしたオリジナル楽曲「かみひこうき」に続く第2弾であり、「この先、離れても心はいつもファンの傍にあるよ」と自分を身近に感じてもらえるよう、兵役義務遂行のため活動を休止する間際に制作された。

## 収録曲
| #         | タイトル                | 作詞       | 作曲       | 編曲      | 時間  |
| --------- | ----------------------- | ---------- | ---------- | --------- | ----- |
| 1.        | 「スパークル」          | 野田洋次郎 | 野田洋次郎 |           | 6:52  |
| 2.        | 「恋しくて」            | BEGIN      | BEGIN      |           | 5:38  |
| 3.        | 「Last Summer Whisper」 | 角松敏生   | 角松敏生   |           | 5:04  |
| 4.        | 「RUN」                 | 長渕剛     | 長渕剛     |           | 5:41  |
| 5.        | 「レイニーブルー」      | 大木誠     | 德永英明   |           | 4:23  |
| 6.        | 「碧い瞳のエリス」      | 松井五郎   | 玉置浩二   |           | 4:11  |
| 合計時間: | 合計時間:               | 合計時間:  | 合計時間:  | 合計時間: | 31:49 |

### 公式
- Present Label『PLAYLIST』アルバム情報
- ORβIT公式サイト